# Polyrhachis pellita
Polyrhachis pellita är en myrart som beskrevs av Menozzi 1922. Polyrhachis pellita ingår i släktet Polyrhachis och familjen myror. Inga underarter finns listade i Catalogue of Life.